# Referendo sobre a independência da Eslovênia em 1990
Um referendo de independência foi realizado na República da Eslovênia (então parte da República Socialista Federativa da Iugoslávia) em 23 de dezembro de 1990.  Tanto a coalizão de centro-direita no poder quanto a oposição de esquerda apoiaram o referendo e pediram aos eleitores que apoiassem a independência da Eslovênia.
Foi colocada aos eleitores a seguinte questão: "Deve a República da Eslovênia tornar-se um Estado independente e soberano ?" (em esloveno: Ali naj Republika Slovenija postane samostojna in neodvisna država?).  O parlamento esloveno fixou um limiar para a validade do plebiscito em 50% e um de todos os eleitores registados.  
Havia 1.499.294 pessoas com direito a votar. No entanto, 42.274 pessoas não puderam votar porque estavam a trabalhar no estrangeiro ou envolvidas em serviço militar ou exercícios militares, reduzindo o eleitorado para 1.457.020. 

## Resultados
Em 26 de dezembro, os resultados do referendo foram oficialmente proclamados por France Bučar na Assembleia. 88% dos eleitores registrados (95% dos participantes) votaram a favor da independência, ultrapassando, portanto, o limite. 4% votaram contra a independência, enquanto 1% emitiram votos inválidos e 0,1% devolveram os seus votos sem os utilizar.  7% do eleitorado potencial não participou das eleições.
| Escolha                            | Votos     | %      |
| ---------------------------------- | --------- | ------ |
| A favor                            | 1,289,369 | 95.71  |
| Contra                             | 57,800    | 4.29   |
| Total                              | 1,347,169 | 100.00 |
|                                    |           |        |
| Votos válidos                      | 1,347,169 | 99.09  |
| Votos inválidos/em branco          | 12,412    | 0.91   |
| Total de votos                     | 1,359,581 | 100.00 |
| Eleitores registrados/participação | 1,457,020 | 93.31  |
| Fonte: Instituto de Estatística    |           |        |

## Consequências
O anúncio de Bučar obrigou as autoridades eslovenas a declarar a independência do país dentro de seis meses. Em 25 de junho de 1991, a Carta Constitucional Básica sobre a Independência e Soberania da República da Eslovênia foi aprovada e a independência foi declarada no dia seguinte, levando à Guerra dos Dez Dias. 